# Cao Jun (Künstler)
Cao Jun (chinesisch 吳少湘; * 1966 in Jiangyan, in der Provinz Jiangsu, China) ist ein chinesischer Maler, der in den USA lebt.

## Leben
Cao Jun wurde 1966 in Jiangyan, in der chinesischen Provinz Jiangsu, geboren. Im Jahr 1989 schloss er sein Studium der Bergbautechnik an der Shandong University of Science & Technology mit dem Bachelor ab und widmete in den folgenden Jahren sein Leben zunehmend der Kunst. 1997 erhielt er bei der Ausstellung „Shandong Shandong Chinese Fine Arts“ den ersten Platz, welcher von der prestigevollen „China Artists Association“ verliehen worden war. 1999 wurden seine Bilder vom Chinesischen Künstlerverband für die nationale Ausstellung „Flower & Bird Painting“ ausgewählt. Die China Central Academy of Fine Arts in Peking verlieh ihm 2001 eine Auszeichnung für Kalligrafie. 2002 wanderte er nach Neuseeland aus und gründete in Auckland eine Galerie und in Wuxi, China, ein eigenes Museum.
Viele seiner expressiven Werke wurden in Kunstmagazinen, Zeitschriften und Büchern publiziert und befinden sich in Sammlungen zeitgenössischer Kunst in zahlreichen Museen weltweit. Dazu zählen das National Art Museum of China, das Centre Pompidou, das Parlament Neuseelands, das Rangitoto College et alii. 2012 bekam Cao Jun von der Nanjing University of the Arts einen Doktortitel verliehen. Seine Werke gingen 2012, kuriert vom International Olympic Committee, rund um die Welt. Eines seiner Gemälde hat diese Welt auch verlassen: Am 24. Oktober 2014 wurde Juns Werk Space of Seeking Dream in einer unbemannten Chang’e-5-Raumsonde auf den Mond geschickt. Werke der besten chinesischen Künstler befanden sich an Bord dieser Sonde. 2017 arbeitete Cao Jun mit Steven Rockefeller Jr. zusammen, um die Installation Breath of Earth zu schaffen, bei der die ungestümen Wellen in der Nähe der Bahamas – fotografiert von Steven – die majestätischen Berge berühren, die von Cao Jun entworfen wurden. Momentan lebt der Künstler in den USA. 2018 konnte Cao Jun im Rahmen seiner ersten amerikanischen Retrospektive Cao Jun: Hymns to Nature seine Werke im The McMullen Museum of Art im Boston College ausstellen. Sein Œuvre wurde von dem Philosoph und Kurator John Sallis und der Kunsthistorikerin und Direktorin des McMullen Museum of Art, Nancy Netzer, präsentiert.

## Werk
Die Komplexität von Cao Juns Œuvre resultiert aus seinen vielen verschiedenen Erfahrungen. Nach seinem Ausstieg aus dem Ingenieursberuf begann er, traditionelle Kalligrafie mit Tinte und Aquarell zu malen. Sein Talent wurde sofort erkannt und seine Werke wurden ausgestellt und ausgezeichnet. 
Während seiner Auslandsaufenthalte – zuerst in Neuseeland und dann in den USA – kam er mit der westlichen zeitgenössischen Kunst in Kontakt, was seinen eigenen Stil revolutionierte. Ab diesem Zeitpunkt begann Cao Jun, u. a. entzückende warmtönige – oft rot und orange – Kalligrafien zu kreieren, die mit abstrahierenden, häufig blauen oder schwarzen Aquarellflächen bereichert wurden. Die stilistische Nebeneinanderstellung des abstrakten, kalten, modernen Westens mit dem figurativen, warmen, traditionellen Osten ist hier perfekt. Thematisch deutet der Künstler durch diese Flächen die spirituelle Präsenz der figurativ dargestellten Natur an. In diesem Sinne ist der vom Künstler oft erwähnte Musikvergleich wesentlich: So wie die Tonkunst durch ihre Rhythmen und Klänge die allgegenwärtige Präsenz der Zeit mittels Instrumente bekundet, so bekunden Cao Juns Werke durch Farben und Formen die spirituelle Essenz der physischen Welt mittels Aquarell oder Öl.
Dieses Konzept ist in seinem Œuvre so relevant, dass er die abstrahierenden Flächen zu selbständigen großformatigen Werken machte. Mit flüssigen Ölfarben, die er so superb führt wie früher die alten Kalligrafiemeister Tinte auf Seide geführt haben, erschafft er auf horizontal liegenden Leinwänden Schicht für Schicht seine Kunst. Das Ergebnis sind virtuose Meisterwerke, die an Weltall-Visionen, Unterwasserlandschaften oder Vogelperspektiven erinnern.

## Ausstellungen (Auswahl)

### Einzelausstellungen
- Cao Jun: Hymns to Nature, McMullen Museum of Art, Boston, USA, 2018[9]
- Zibo, Shandong, China, 2013
- Cao Jun Art Museum, Wuxi, China, 2011
- Century Development Inspiring Painting, The National Art Museum of China, Peking, China, 2011
- Cao Jun Art Exhibition, Jiangsu Provincial Art Museum, Nanjing, China, 2010
- Cao Jun Art Exhibition, Yangzhou Art Museum Grand Opening, Yangzhou, China, 2010
- Cao Jun Art Exhibition-Where New Zealand Meets China, National Art Museum of China,  Peking, China, 2009[10]
- Cao Jun im Henglu Art Museum, Hangzhou, Zhejiang, China, 2006
- Cao Jun Art Exhibition-Where New Zealand Meets China, 2005

### Gruppenausstellungen
- Carrousel du Louvre, Paris, Frankreich, 2013

## Auszeichnungen
- Six Star Diamond Award, Six Star Diamond Awards Ceremony, New York City, USA, 2018
- Goldene Medaille, Salon du Carrousel du Louvre, Paris, Frankreich, 2013[11]
- China Patriotic Huabiao, China Federation Of Patriotic Projects, China, 2011[1]
- Outstanding Artist, 2nd International Forum of Painting and Calligraphy Development, Taiwan, 2011[1]
- Advanced Certificate in Fine Arts, China Central Academy of Fine Arts, Peking, China, 2001[1]
- 1. Platz, Shandong Chinese Fine Arts, organisiert von China Artists Association Shandong, China, 1997[1]